# Frédéric-Auguste Monnier
Frédéric-Auguste Monnier (Dombresson, 26 mei 1815 - Neuchâtel, 30 januari 1904) was een Zwitsers politicus uit het kanton Neuchâtel.

## Biografie
Frédéric-Auguste Monnier bezocht de kweekschool en was leraar in La Chaux-de-Milieu, Sonvilier en Dombresson. In 1848 werd hij gemeentesecretaris te Dombresson. Van 1850 tot 1858 was hij secretaris van het departement van Onderwijs van het kanton Neuchâtel en rechterhand van de politicus Aimé Humbert-Droz (1819-1900).
Frédéric-Auguste Monnier was lid van de Radicale Partij van Neuchâtel en was van 1859 tot 1871, als opvolger van Humbert-Droz, lid van de Staatsraad. Hij beheerde achtereenvolgens de departementen van Onderwijs (1859-1868) en van Bouw (1868-1871). In 1871 werd hij niet herkozen. Van 1863 tot 1864 was hij voorzitter van de Staatsraad (regeringsleider).
Frédéric-Auguste Monnier was na zijn politieke carrière ambtenaar van de burgerlijke stand (1871-1897). 
In 1866 was hij betrokken bij de oprichting van de tweede Academie van Neuchâtel.
Monnier was lid van de protestantse Église Indépendante van het kanton Neuchâtel, een kerkgenootschap dat onafhankelijk was van de staat. Hij was zelf een groot voorstander van een scheiding van kerk en staat.
Hij overleed op 88-jarige leeftijd.